# Modeste (Vorname)
Modeste ist ein männlicher als auch weiblicher Vorname. Er leitet sich von lateinisch modestus (bescheiden, zurückhaltend) ab.
Bekannte Namensträger:
- Modeste Burgen (1780–1799), burgundischer Laienbruder und Märtyrer
- Modeste Claire (1880–1966), russischer Geologe, Paläontologe und Hochschullehrer
- Modeste Cornil (1830–1898), belgischer Rechtswissenschaftler
- Modeste Kambou (* 1983), burkinischer römisch-katholischer Bischof
- Modeste Lejault (1832–1898), französische Malerin
- Modeste M’Bami (1982–2023), kamerunischer Fußballspieler
- Modeste Testas (1765–1870), aus Äthiopien stammende Sklavin